# Арза (община Подгорица)
Арза (на сръбски: Арза) е село в Черна гора, част от Община Подгорица. Населението на селото през 2003 година е 55 души, предимно етнически албанци.

## Население
- 1948 – 120 жители
- 1953 – 104 жители
- 1961 – 116 жители
- 1971 – 155 жители
- 1981 – 156 жители
- 1991 – 182 жители
- 2003 – 55 жители

### Етнически състав
(2003)
- 51 (92,72 %) – албанци
- 2 (3,63 %) – германци
- 1 (1,81 %) – черногорци

|  | Тази страница частично или изцяло представлява превод на страницата „Арза (Подгорица)“ в Уикипедия на сръбски. Оригиналният текст, както и този превод, са защитени от Лиценза „Криейтив Комънс – Признание – Споделяне на споделеното“, а за съдържание, създадено преди юни 2009 година – от Лиценза за свободна документация на ГНУ. Прегледайте историята на редакциите на оригиналната страница, както и на преводната страница, за да видите списъка на съавторите. ВАЖНО: Този шаблон се отнася единствено до авторските права върху съдържанието на статията. Добавянето му не отменя изискването да се посочват конкретни източници на твърденията, които да бъдат благонадеждни. |